# ميلان-سان ريمو 2004
ميلان-سان ريمو 2004 هو سباق دراجات هوائية أقيم بتاريخ 20 مارس 2004، تكون السباق من مرحلة واحدة وامتدّ لمسافة 294 كم بسرعة 40.89 كم/س، استغرق السباق 7 ساعة 11 دقيقة 23 ثانية. فاز به الإسباني أوسكار فريري وحلّ ثانيا الألماني إريك تسابل.

## الترتيب
| م                     | الدرّاج       | البلد   | الزمن                    |
| --------------------- | ------------ | ------- | ------------------------ |
| الفائز بالترتيب العام | أوسكار فريري | إسبانيا | 7 ساعة 11 دقيقة 23 ثانية |
| الثاني                | إريك تسابل   | ألمانيا |                          |